# Ракку тихо режут
Ракку тихо режут (араб. الرقة تذبح بصمت‎) — сирийская группа гражданских журналистов, освещавшая новости войны и нарушения прав человека Исламским государством и другими группами, оккупировавшими город Ракка на севере Сирии. Группа оппозиционна официальным властям Сирии. Группа публиковала тайно отснятые фотографии, видеозаписи и свидетельства о повседневности оккупированной Ракки через свой сайт, социальные сети и предоставление своих материалов мировым СМИ. Члены Исламского государства старались отлавливать журналистов и казнить их за шпионаж — например, они казнили Наджи аль-Джерфа.

## Награды
В 2015 была награждена Комитетом защиты журналистов Международной премией за свободу прессы. В 2016 была награждена Премией за гражданское мужество.